# Mike Kinkade
Mike Kinkade (né le 6 mai 1973 à Livonia (Michigan)) est un joueur de baseball américain. Lors des Jeux olympiques d'été de 2000 à Sydney, il remporte la médaille d'or.

## Palmarès
- Médaille d'or aux Jeux olympiques de Sydney en 2000